# Gristleism
 Gristleism est un objet musical créé par le groupe de musique industrielle Throbbing Gristle sorti en 2009. Il s'agit d'un diffuseur de boucles sonores avec haut-parleur intégré, similaire à la Buddha Machine. Il a été édité en collaboration avec Christiaan Virant, l'inventeur de la Buddha Machine. 

## Fonctionnement
Gristleism existe en trois variantes de couleurs: noir, rouge, et métallique. L'appareil comporte trois molettes. La première contrôle le volume, la seconde permet de sélectionner la boucle, et la troisième est un modulateur de vitesse de lecture (pitch control) faisant varier la tonalité d'une demi-octave. 
Contrairement à la Buddha Machine, l'appareil est dépourvu d'un connecteur de sortie. L'écoute ne peut donc se faire que par le haut-parleur intégré.

### Titres
Gristleism comporte 13 boucles sonores provenant des morceaux les plus célèbres du groupe. 
| 1.  | Persuasion (20 Jazz Funk Greats, 1979)                   |  |
| 2.  | Hamburger Lady (D.o.A: The Third and Final Report, 1978) |  |
| 3.  | Twenty Jazz Funk Greats (20 Jazz Funk Greats)            |  |
| 4.  | Thank You Brian                                          |  |
| 5.  | Maggot Death (The Second Annual Report, 1977)            |  |
| 6.  | Rabbit Snare (Part Two, 2007)                            |  |
| 7.  | Lyre Liar (Part Two, 2007)                               |  |
| 8.  | Wimpy Bar                                                |  |
| 9.  | Sex String Theory                                        |  |
| 10. | Heathen Earth (Heathen Earth, 1980)                      |  |
| 11. | Industrial Intro (The Second Annual Report, 1977)        |  |
| 12. | R & D                                                    |  |
| 13. | After After Cease To Exist                               |  |

## Réception critique
Selon Doug Mosurock dans Dusted Magazine, cet appareil, malgré ses limitations, offre une expérience nouvelle et à fort impact de la musique du groupe. Dans PopMatters, David Abravanel déclare que Gristleism est fidèle aux pratiques paradoxales du groupe, et constitue "un objet industriel doté d'un potentiel fétichiste magique". Des réactions amusées sont également publiées dans Pitchfork et The Quietus.